# Gentes (programma televisivo)
Gentes è stato un programma televisivo italiano condotto da Elena Guarnieri e andato in onda su Rete 4, inizialmente nella prima serata del giovedì e poi nella seconda serata del mercoledì, dal 2001 al 2008. Nel corso delle sue stagioni, il programma è stato proposto nuovamente anche in prima serata.
La prima puntata è stata trasmessa il 30 agosto 2001.

## La trasmissione
Il programma raccontava, attraverso dei documentari, degli usi e costumi delle varie tradizioni popolari. In studio, la conduttrice moderava una discussione animata da alcuni ospiti riguardanti gli usi e costumi della zona illustrata dai servizi, che potevano trattare temi locali come la tradizionale Corsa degli Scalzi di Cabras, ma anche internazionali, come nel caso della corsa dei tori di Pamplona.
La trasmissione è stata ideata e prodotta da Giuseppe Feyles.
La sigla della trasmissione era Ritmo di Carolina Márquez.